# سرخرگ‌چه وابران
سرخرگ‌چه وابران یا شریان‌چه وابران (به انگلیسی: Efferent arteriole) گروهی از رگ‌های خونی است که بخشی‌از دستگاه‌ادراری در موجودات زنده را شامل شده و از همگرایی و به هم رسیدن مویرگ‌های گلومرول تشکیل می‌شود. شریان وابران نقش مهمی در حفظ میزان فیلتراسیون گلومرولی هنگام نوسان در فشار خون را ایفا می‌کند.

## نگارخانه

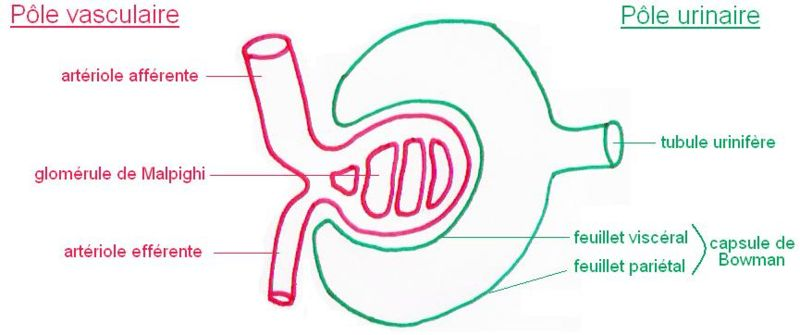
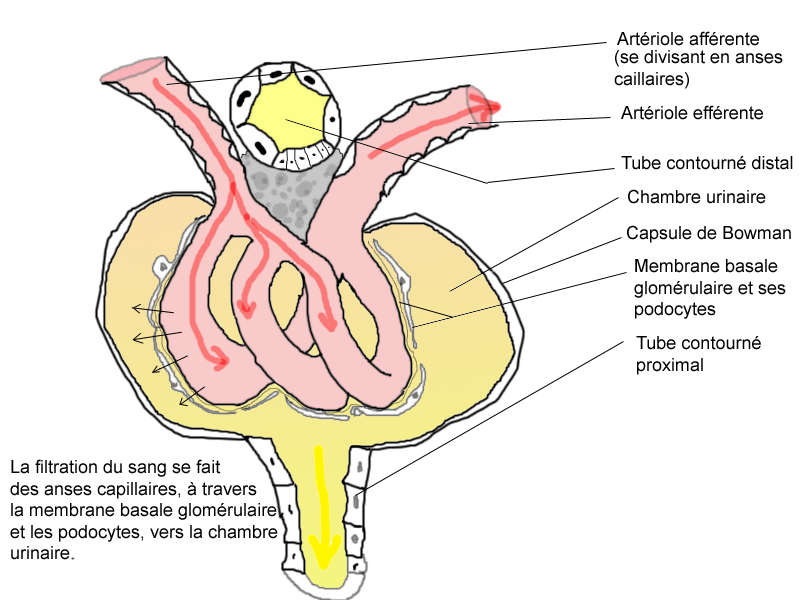